# USS Sunfish (SSN-649)
USS Sunfish (SSN-649) – amerykański myśliwski okręt podwodny z napędem jądrowym typu Sturgeon z czasów zimnej wojny, zbudowany w stoczni Quincy Shipbuilding według projektu SCB-188A.